# Pselliophora praefica fenestrella
Pselliophora praefica fenestrella is een tweevleugelige uit de familie langpootmuggen (Tipulidae). De soort komt voor in het Oriëntaals gebied.